# Торрес, Кристиан Дамиан
Кристиан Дамиан Торрес (исп. Cristián Damian Torres; 18 июня 1985, Висенте-Лопес, Буэнос-Айрес (провинция), Аргентина) — латвийский футболист аргентинского происхождения, полузащитник, выступавший за сборную Латвии.

## Биография

### Клубная карьера
В 2004—2009 годах выступал за клубы высшей лиги Латвии «Юрмала» и лиепайский «Металлург», затем около пяти лет отыграл в чемпионате Азербайджана, пока в 2014 году снова не вернулся в Латвию.

### Карьера в сборной
2 июня 2016 года Сейм Латвии принял решение предоставить Торресу латвийское гражданство «за особые заслуги». 2 сентября того же года игрок дебютировал за сборную Латвии в товарищеском матче против сборной Люксембурга.

## Достижения
«Лиепая»
- Чемпион Латвии (1): 2015
- Обладатель Кубка Латвии (1): 2017